# Бенчич, Драгомир
Драгомир Бенчич (хорв. Dragomir Benčić; 1911—1967) — югославский военачальник, генерал-лейтенант, политработник, участник Народно-освободительной войны Югославии, Народный герой Югославии.

## Биография
Хорват. Учился на техническом факультете Люблянского университета. До начала Второй мировой войны участвовал в рабочем движении. В апреле 1941 года добровольцем вступил в Югославскую армию для обороны страны от оккупантов. За антиправительственные выступления был заключён в тюрьму в Любляне, но сумел бежать. Участвовал в подготовке вооруженного восстания.
В апреле 1942 года стал партизаном, участником Народно-освободительной войны Югославии. С июня 1942 г. — член Союза коммунистов Югославии.
В годы войны — политический комиссар. Трижды ранен.
После окончания войны избран в состав Главного управления Освободительного фронта Словении. Работал секретарём Народного комитета освобождения Словенского Приморья и Истрии.
Позже был назначен командиром воинского подразделения югославского Словенского Приморья и Истрии.
Получил высшее образование в области гражданского строительства в техническом университете, окончил Высшую военную академию Югославской народной армии, после чего служил заместителем начальника управления строительства Государственного секретариата по вопросам национальной обороны, помощником командующего хорватских вооруженных сил ЮНА по политическим и административным вопросам. Член ЦК Союза коммунистов Югославии.
Умер 23 июня 1967 года в Загребе, похоронен в Любляне.

## Награды
- Орден Народного героя Югославии
- Орден Военного флага
- Орден Братства и единства I степени
- Орден Партизанской звезды II степени
- Орден «За храбрость»
- Орден «За заслуги перед народом» II степени
- Орден Югославской Народной Армии II степени